# Record du monde de natation messieurs du 200 mètres dos
Progression du record du monde de natation sportive messieurs pour l'épreuve du 200 mètres dos en bassin de 50 et 25 mètres.

Évolution des records du monde des 200 m papillon (rose) et dos crawlé (bleu) messieurs en bassin de 50 m.

## Bassin de 50 mètres
| Temps             | Athlète             | Naissance | Âge | Nationalité        | Compétition                             | Lieu                  | Date              |
| ----------------- | ------------------- | --------- | --- | ------------------ | --------------------------------------- | --------------------- | ----------------- |
| 3 min 04 s 4      | Oskar Schiele       |           |     | Empire allemand    |                                         | Berlin Charlottenburg | 27 juin 1909      |
| 2 min 59 s 8      | George Arnold       |           |     | Empire allemand    |                                         | Magdebourg            | 3 janvier 1910    |
| 2 min 56 s 4      | Maurice Wechesser   |           |     | Belgique           |                                         | Schaerbeek            | 18 octobre 1910   |
| 2 min 50 s 6      | Hermann Pentz       |           |     | Empire allemand    |                                         | Magdebourg            | 11 mars 1911      |
| 2 min 48 s 4      | Otto Fahr           |           |     | Empire allemand    |                                         | Magdebourg            | 3 avril 1912      |
| 2 min 47 s 1      | Walter Laufer       |           |     | États-Unis         |                                         | Brême                 | 24 juin 1926      |
| 2 min 44 s 9      | Walter Laufer       |           |     | États-Unis         |                                         | Nuremberg             | 11 juillet 1926   |
| 2 min 38 s 8      | Walter Laufer       |           |     | États-Unis         |                                         | Magdebourg            | 13 juillet 1926   |
| 2 min 37 s 8      | Toshio Irie         |           |     | Japon              |                                         | Tamagawa[pas clair]   | 14 octobre 1928   |
| 2 min 32 s 2      | George Kojac        | 1910      | 20  | États-Unis         |                                         | New Haven             | 16 juin 1930      |
| 2 min 27 s 8      | Albert Vandeweghe   |           |     | États-Unis         |                                         | Honolulu              | 30 août 1934      |
| 2 min 24 s 0      | Adolph Kiefer       | 1918      | 17  | États-Unis         |                                         | Chicago               | 11 avril 1935     |
| 2 min 23 s 0      | Adolph Kiefer       | 1918      | 23  | États-Unis         |                                         | Honolulu              | 23 mai 1941       |
| 2 min 22 s 9      | Harry Holiday       |           |     | États-Unis         |                                         | Détroit               | 18 mai 1943       |
| 2 min 19 s 3      | Adolph Kiefer       | 1918      | 26  | États-Unis         |                                         | Annapolis             | 4 mars 1944       |
| 2 min 18 s 5      | Allen Stack         | 1928      | 21  | États-Unis         |                                         | New Haven             | 4 mai 1949        |
| 2 min 18 s 3      | Gilbert Bozon       | 1935      | 18  | France             |                                         | Alger                 | 26 juin 1953      |
| Nouveau règlement |                     |           |     |                    |                                         |                       |                   |
| 2 min 18 s 8      | John Monckton       |           |     | Australie          |                                         | Sydney                | 15 janvier 1958   |
| 2 min 18 s 4      | John Monckton       |           |     | Australie          |                                         | Melbourne             | 18 février 1958   |
| 2 min 17 s 9      | Frank McKinney      |           |     | États-Unis         |                                         | Los Altos             | 12 juillet 1959   |
| 2 min 17 s 8      | Frank McKinney      |           |     | États-Unis         |                                         | Osaka                 | 25 juillet 1959   |
| 2 min 17 s 6      | Charles Bittick     |           |     | États-Unis         |                                         | Los Angeles           | 26 juin 1960      |
| 2 min 16 s 0      | Tom Stock           |           |     | États-Unis         |                                         | Toledo                | 24 juillet 1960   |
| 2 min 13 s 2      | Tom Stock           |           |     | États-Unis         |                                         | Chicago               | 7 février 1961    |
| 2 min 11 s 5      | Tom Stock           |           |     | États-Unis         |                                         | Los Angeles           | 20 août 1961      |
| 2 min 10 s 9      | Tom Stock           |           |     | États-Unis         |                                         | Cuyahoga Falls        | 10 août 1962      |
| 2 min 10 s 3      | Jed Graef           | 1942      | 22  | États-Unis         |                                         | Tokyo                 | 13 octobre 1964   |
| 2 min 09 s 4      | Charles Hickcox     | 1947      | 20  | États-Unis         |                                         | Tokyo                 | 29 août 1967      |
| 2 min 07 s 9      | Roland Matthes      | 1950      | 17  | Allemagne de l'Est |                                         | Leipzig               | 8 novembre 1967   |
| 2 min 07 s 5      | Roland Matthes      | 1950      | 18  | Allemagne de l'Est |                                         | Leipzig               | 14 août 1968      |
| 2 min 07 s 4      | Roland Matthes      | 1950      | 19  | Allemagne de l'Est |                                         | Santa Clara           | 12 juillet 1969   |
| 2 min 06 s 6      | Gary Hall           | 1951      | 18  | États-Unis         |                                         | Louisville            | 14 août 1969      |
| 2 min 06 s 4      | Roland Matthes      | 1950      | 19  | Allemagne de l'Est |                                         | Berlin                | 29 août 1969      |
| 2 min 06 s 3      | Mike Stamm          |           |     | États-Unis         |                                         | Los Angeles           | 20 août 1970      |
| 2 min 06 s 1      | Roland Matthes      | 1950      | 20  | Allemagne de l'Est |                                         | Barcelone             | 11 septembre 1970 |
| 2 min 05 s 6      | Roland Matthes      | 1950      | 21  | Allemagne de l'Est |                                         | Leipzig               | 3 septembre 1971  |
| 2 min 02 s 8      | Roland Matthes      | 1950      | 22  | Allemagne de l'Est |                                         | Leipzig               | 10 juillet 1972   |
| 2 min 02 s 82     | Roland Matthes      | 1950      | 22  | Allemagne de l'Est |                                         | Munich                | 2 septembre 1972  |
| 2 min 01 s 87     | Roland Matthes      | 1950      | 23  | Allemagne de l'Est | Championnats du monde                   | Belgrade              | 6 septembre 1973  |
| 2 min 00 s 64     | John Naber          | 1956      | 20  | États-Unis         | Championnats des États-Unis             | Long Beach            | 19 juin 1976      |
| 1 min 59 s 19     | John Naber          | 1956      | 20  | États-Unis         | Jeux olympiques                         | Montréal              | 24 juillet 1976   |
| 1 min 58 s 93     | Rick Carey          | 1963      | 20  | États-Unis         | Championnats des États-Unis (s)         | Clovis                | 3 août 1983       |
| 1 min 58 s 86     | Rick Carey          | 1963      | 21  | États-Unis         | Championnats des États-Unis             | Indianapolis          | 27 juin 1984      |
| 1 min 58 s 41     | Sergei Zabolotnov   |           |     | Union soviétique   | Jeux de l'Amitié (f)                    | Moscou                | 21 août 1984      |
| 1 min 58 s 14     | Igor Polyansky      | 1967      | 18  | Union soviétique   | Duel Allemagne de l'Est/                | Erfurt                | 3 mars 1985       |
| Nouveau règlement |                     |           |     |                    |                                         |                       |                   |
| 1 min 57 s 30     | Martin López-Zubero | 1969      | 22  | Espagne            | Championnats USA (s)                    | Fort Lauderdale       | 13 août 1991      |
| 1 min 56 s 57     | Martin López-Zubero | 1969      | 22  | Espagne            | Rammer Jammer (s)                       | Tuscaloosa            | 23 novembre 1991  |
| 1 min 55 s 87     | Lenny Krayzelburg   | 1975      | 24  | États-Unis         | Championnats pan-pacifiques             | Sydney                | 27 août 1999      |
| 1 min 55 s 15     | Aaron Peirsol       | 1983      | 19  | États-Unis         | Championnats USA (f)                    | Indianapolis          | 20 mars 2002      |
| 1 min 54 s 74     | Aaron Peirsol       | 1983      | 21  | États-Unis         | Sélections jeux Olympiques (f)          | Long Beach            | 12 juillet 2004   |
| 1 min 54 s 66     | Aaron Peirsol       | 1983      | 22  | États-Unis         | Championnats du monde (f)               | Montréal              | 29 juillet 2005   |
| 1 min 54 s 44     | Aaron Peirsol       | 1983      | 23  | États-Unis         | Championnats pan-pacifiques (f)         | Victoria              | 19 août 2006      |
| 1 min 54 s 32     | Ryan Lochte         | 1984      | 23  | États-Unis         | Championnats du monde (f)               | Melbourne             | 30 mars 2007      |
| 1 min 54 s 32     | Aaron Peirsol       | 1983      | 25  | États-Unis         | Sélection olympiques des États-Unis (f) | Omaha                 | 4 juillet 2008    |
| 1 min 53 s 94     | Ryan Lochte         | 1984      | 24  | États-Unis         | Jeux olympiques (f)                     | Pékin                 | 15 août 2008      |
| 1 min 52 s 86,    | Ryosuke Irie        | 1990      | 19  | Japon              | Duel in the pool Australie/Japon        | Canberra              | 10 mai 2008       |
| 1 min 53 s 08     | Aaron Peirsol       | 1983      | 26  | États-Unis         | Championnats USA (f)                    | Indianapolis          | 11 juillet 2009   |
| 1 min 51 s 92     | Aaron Peirsol       | 1983      | 26  | États-Unis         | Championnats du monde (f)               | Rome                  | 31 juillet 2009   |

## Bassin de 25 mètres
| Temps         | Athlète             | Naissance | Âge | Nationalité    | Compétition                   | Lieu         | Date             |
| ------------- | ------------------- | --------- | --- | -------------- | ----------------------------- | ------------ | ---------------- |
| 1 min 52 s 51 | Martín López-Zubero | 1969      | 22  | Espagne        |                               | Gainesville  | 10 avril 1991    |
| 1 min 52 s 47 | Lenny Krayzelburg   | 1975      | 24  | États-Unis     |                               | Washington   | 18 novembre 1999 |
| 1 min 52 s 43 | Lenny Krayzelburg   | 1975      | 25  | États-Unis     |                               | Berlin       | 6 février 2000   |
| 1 min 51 s 62 | Matt Welsh          | 1976      | 24  | Australie      |                               | Melbourne    | 13 octobre 2000  |
| 1 min 51 s 62 | Gordan Kožulj       | 1976      | 25  | Croatie        |                               | Berlin       | 21 janvier 2001  |
| 1 min 51 s 17 | Aaron Peirsol       | 1983      | 19  | États-Unis     |                               | Moscou       | 7 avril 2002     |
| 1 min 50 s 64 | Aaron Peirsol       | 1983      | 21  | États-Unis     |                               | East Meadow  | 27 mars 2004     |
| 1 min 50 s 52 | Aaron Peirsol       | 1983      | 21  | États-Unis     | Championnats du monde         | Indianapolis | 11 octobre 2004  |
| 1 min 50 s 43 | Markus Rogan        | 1982      | 23  | Autriche       | Championnats d'Europe         | Trieste      | 18 décembre 2005 |
| 1 min 49 s 05 | Ryan Lochte         | 1984      | 22  | États-Unis     | Championnats du monde         | Shanghai     | 9 avril 2006     |
| 1 min 47 s 84 | Markus Rogan        | 1982      | 25  | Autriche       | Championnats du monde (f)     | Manchester   | 13 avril 2008    |
| 1 min 47 s 08 | George Du Rand      | 1982      | 27  | Afrique du Sud | Coupe du monde (f)            | Moscou       | 7 novembre 2009  |
| 1 min 46 s 11 | Arkadi Viatchanine  | 1984      | 25  | Russie         | Coupe du monde (f)            | Berlin       | 15 novembre 2009 |
| 1 min 45 s 63 | Mitchell Larkin     | 1993      | 22  | Australie      | Hancock Prospecting Australia | Sydney       | 27 novembre 2015 |

## 200 yards dos
| Temps         | Athlète        | Naissance | Âge | Nationalité                      | Compétition                 | Lieu        | Date              |
| ------------- | -------------- | --------- | --- | -------------------------------- | --------------------------- | ----------- | ----------------- |
| 1 min 40 s 06 | Brian Retterer |           |     | États-Unis Stanford              |                             |             | 1995              |
| 1 min 40 s 01 | Aaron Peirsol  | 1983      | 20  | États-Unis Université du Texas   | Championnats NCAA (s)       |             | 2003              |
| 1 min 39 s 16 | Aaron Peirsol  | 1983      | 20  | États-Unis Université du Texas   | Championnats NCAA (f)       |             | 2003              |
| 1 min 38 s 29 | Ryan Lochte    | 1984      | 21  | États-Unis Université de Floride | SEC championship (f)        | Gainesville | 19 février 2005   |
| 1 min 37 s 68 | Ryan Lochte    | 1984      | 22  | États-Unis                       |                             | Atlanta     | 25 mars 2006      |
| 1 min 36 s 81 | Ryan Lochte    | 1984      | 23  | États-Unis                       | Championnats des États-Unis | Atlanta     | 1er décembre 2007 |
| 1 min 36 s 77 | Ryan Murphy    | 1995      | 20  | États-Unis                       | Championnats NCAA (f)       | Iowa City   | 28 mars 2015      |